# Lutjanus fulvus
Lutjanus fulvus là một loài cá biển thuộc chi Lutjanus trong họ Cá hồng. Loài này được mô tả lần đầu tiên vào năm 1801.

## Từ nguyên
Tính từ định danh fulvus trong tiếng Latinh có nghĩa là "vàng nâu", hàm ý đề cập đến màu sắc của loài cá này (nâu tanin, nâu nhạt hoặc phớt vàng).

## Phạm vi phân bố và môi trường sống
Từ Đông Phi, L. fulvus được phân bố rộng khắp khu vực Ấn Độ Dương - Thái Bình Dương, trải dài về phía đông đến quần đảo Line và quần đảo Marquises, ngược lên phía bắc đến Nam Nhật Bản, giới hạn phía nam đến Nam Phi, Úc và đảo Rapa Iti. L. fulvus cũng được ghi nhận tại vùng biển Việt Nam, và cũng được tìm thấy ở vùng cửa sông.
L. fulvus sống trên các rạn san hô ở độ sâu đến ít nhất là 35 m. Rừng ngập mặn đã được chứng minh là "khu ấp trứng" đối với loài cá này, khi cá con thường được tìm thấy trong các đầm lầy ngập mặn.

## Mô tả
Chiều dài cơ thể lớn nhất được ghi nhận ở L. fulvus là 40 cm. Cá có màu nâu xám, thường có các sọc vàng dọc hai bên lườn. Bụng và vùng dưới đầu trắng. Vây lưng và vây đuôi màu nâu đỏ, vây lưng có dải đen gần rìa; cả hai đều có viền trắng hẹp ở rìa. Vây bụng, vây ngực và vây hậu môn màu vàng.
Số gai ở vây lưng: 10; Số tia vây ở vây lưng: 14; Số gai ở vây hậu môn: 3; Số tia vây ở vây hậu môn: 8; Số tia vây ở vây ngực: 16; Số lược mang vòng cung thứ nhất: 16–20.

## Sinh học
Thức ăn của L. fulvus là các loài cá nhỏ hơn và các loài động vật giáp xác. Loài này có thể sống thọ đến ít nhất là 34 năm.

## Thương mại
L. fulvus thường được bán tươi ở các chợ cá. Nhiều vụ ngộ độc ciguatera được báo cáo đối với loài này, đặc biệt là ở khu vực Thái Bình Dương.